# Antoni Rączka
Antoni Jan Rączka (ur. 15 lutego 1937 w Łodygowicach, zm. 22 lutego 2024 w Nowym Sączu) – polski działacz partyjny i państwowy, wojewoda nowosądecki (1980–1990), I sekretarz Komitetu Wojewódzkiego PZPR w Nowym Sączu (1989–1990).

## Życiorys
Syn Józefa i Marii. Kształcił się w zakresie zootechniki. Ukończył Centralną Szkołę Partyjną przy KC PZPR (1971) oraz studia na Uniwersytecie Jagiellońskim (1978). Działał w Związku Młodzieży Polskiej (1951–1956), w Związku (Socjalistycznej) Młodzieży Wiejskiej (1957–1976) oraz Związku Socjalistycznej Młodzieży Polskiej (1957–1980), w tym od 1964 do 1966 kierował zarządem powiatowym ZMW w Żywcu. Pracował w Prezydium Powiatowej Rady Narodowej w Żywcu (1955–56 i 1958–64) i Suchej Beskidzkiej (1956–58). Zasiadał w Powiatowych Radach Narodowych w Żywcu i Limanowej (przed 1975) oraz Wojewódzkiej Radzie Narodowej w Nowym Sączu (po 1975).
W 1955/1960 wstąpił do Polskiej Zjednoczonej Partii Robotniczej. Sprawował funkcje w aparacie partyjnym PZPR w Małopolsce; od 1966 do 1971 sekretarz ds. rolnych w Komitecie Powiatowym w Żywcu, zaś w okresie 1971–1975 – I sekretarz KP w Limanowej. W ramach Komitetu Wojewódzkiego PZPR w Nowym Sączu pozostawał sekretarzem ds. rolnych (1975–1981) i członkiem egzekutywy (1984–1990), a także był ostatnim I sekretarzem KW przed likwidacją partii (1989–1990). W latach 1976–1980 sprawował funkcję wicewojewody nowosądeckiego. W 1980 został mianowany wojewodą (pozostał nim do 1990). Bez powodzenia ubiegał się o mandat senatorski w 1989 (zajął 4. miejsce na 7 kandydatów w okręgu nowosądeckim).
W III RP związany ze stowarzyszeniem „Sądeczanie Razem” oraz od 1990 z Socjaldemokracją Rzeczypospolitej Polskiej. Pracował na stanowisku dyrektorskim w nowosądeckim „Konspolu”.

## Odznaczenia
Odznaczony Krzyżem Komandorskim Orderu Odrodzenia Polski, Medalem 30-lecia Polski Ludowej, Medalem 40-lecia Polski Ludowej, Złotym Medalem „Za zasługi dla obronności kraju”, Złotym Znakiem Związku Ochotniczych Straży Pożarnych  oraz Złotą Odznaką Janka Krasickiego.